# Molophilus (Molophilus) recisus
Molophilus (Molophilus) recisus is een tweevleugelige uit de familie steltmuggen (Limoniidae). De soort komt voor in het Australaziatisch gebied.